# Heiden
Heiden és un poble i un municipi del cantó d'Appenzell Ausser-Rhoden (Suïssa). El seu poble de Biedermeier al voltant de la plaça de l'església està catalogat com a lloc patrimonial d'importància nacional. Heiden té una àrea, a partir del 2006, de 7,5 km². D'aquesta superfície, el 52,4% s'utilitza per a finalitats agrícoles, mentre que el 30,6% és forestal. De la resta del terreny, el 16,8% està poblat (edificis o carreteres), i la resta (0,3%) és improductiu (rius, glaceres o muntanyes).

## Història
Heiden s'esmenta per primera vegada l'any 1461 com a guot genant Haiden.
Heiden, Lutzenberg i Wolfhalden originalment eren parts d'un únic municipi anomenat Kurzenberg. Al voltant de 1650, Heiden i Wolfhalden no podien posar-se d'acord sobre el control de l'església local. Això va portar a la creació d'una església separada a cada poble l'any 1652, fent-los independents. El 1658 el Kurzenberg es va dividir en tres municipis separats desafiant el govern del cantó. Les seves fronteres es van establir oficialment el 1666-67.